# Karanfilić
Karanfilić, klinčić, karanfilovac, (lat. Sizigium aromaticum) tropsko je drvo od kojeg se aromatični začin dobija sušenjem cvetnih štapića. Drvo karanfila je visine 10–14 m, usko i zimzeleno. Izbočine su dugačke 1 - 1,5 cm, četvrtastog oblika i na vrhu zatvorene. Ova biljka vodi porijeklo sa Molučkih ostrva. Danas se najviše uzgaja u Indoneziji, Tanzaniji, na Madagaskaru, Šri Lanci i u Maleziji.
Neotvoreni pupoljci se uzimaju neposredno pre cvijeta, tj. čim pupoljci postanu svijetli. Uklanjaju se iz drveta upotrebom bijele pamučne tkanine koja se koristi za žetvu. Zatim, na nekoliko dana, suši na zemlji dok ne dobije karakterističnu smeđu boju. Tokom 17. i 18. vijeka Holanđani su namjerno uklonili brojna karanfilova stabla kako bi stvorili monopol i povećali cijenu tog začina. Koristi se za začinjavanje jela od mesa, kao što su pečenje svinje, divljač i tamne juhe (gulaš), neke vrste kobasica, kao i za začinjavanje kuvanog vina. Razblaživanje klinčića daje ulje koje se koristi u stomatologiji kao anestetik i antiseptik. Bubrezi mogu sniziti nivo šećera u krvi, štenci imaju jaka antioksidativna svojstva. Koristi se i u parfimeriji i za parfimisanje sapuna. U Dalmaciji, klinčić je neizostavan dio mesnih saftova. Klinčićev karakterističan miris i oštar aromatski ukus su veoma dominantni. Prilikom upotrebe klinčića treba voditi računa da intenzivan ukus ne prevlada začinjenim jelom , pa je najbolje koristiti mlinac s klinčićima i postepeno dozirati. Slaže se sa ruzmarinom, narom, pimentom.

## Dobijanje karanfilića
Karanfilići se beru ručno čim se pupoljci potpuno razviju i dobiju svetlocrvenu boju. Pupoljci se potom zajedno sa peteljkom suše na suncu dok ne izgube tri četvrtine svoje prvobitne težine. Pri tome se moraju odvajati peteljke sa otvorenim pupoljcima iz kojih se destilacijom može dobiti eterično ulje. Proces sušenja je završen kad se pupoljci oboje tamnosmeđe i kad se sadržaj vode u pupoljcima smanji na 12 do 16 posto.
Dobre, sveže karanfiliće ćemo prepoznati po tome što se osušeni pupoljci osećaju masnim a pod pritiskom nokta na peteljci se pojave kapljice Ulja. Test u vodi daje takođe informaciju o kvalitetu: visoko kvalitetni karanfilići će potonuti u vodi ili barem plivati vertikalno sa "glavom" na gore. Oni lošeg kvaliteta, odnosno oni koji su više ili manje ulja izgubili, plivaju horizontalno na površini vode.

## Energetska i nutritivna vrijednost
Energetska vrijednost 100 g mljevenog klinčića je 323 kcal / 1350 kJ. Sadrži 61% ugljenih hidrata, 20% masti i 6% proteina. Od minerala u klinčićima se nalazi kalcijum (646 mg koji čini 81% RDA), gvožđe (8,68 mg što čini 62% RDA), magnezijum (264 mg koji čini 70% RDA), fosfor (105 mg što čini 15% RDA). ), mangan (30 mg koji čini 1500% RDA) i selen (6 mg, što čini 11% RDA), cink (1,1 mg koji čini 11% RDA), bakar (0,35 mg što čini 35% RDA). Od vitamina klinčić sadrži vitamin C (81 mg koji čini 100% RDA), tiamin (0,12 mg koji čini 10% RDA), riboflavin (0,3 mg koji čini 18,6% RDA), niacin (1,5 mg). što čini 9% RDA), vitamin B6 (0.6 mg koji čini 43% RDA), folna kiselina (56 mcg što čini 28% RDA), vitamin E (8.5 mcg što čini 71% RDA) i vitamin K 142 mcg što čini 53% RDA). Od ostalih hranljivih sastojaka, klinčić na 100 g sadrži 34,2 g vlakana i 356 mg fitosterola.

## Ljekovitost
Klinčići imaju izuzetna medicinska svojstva, zahvaljujući značajnim količinama tradicionalnih nutrijenata, ali i raznih flavonoida među kojima se ističe eugenol, kemferol i ramnetin. Paste ili ulja se obično pripremaju za ljekovite svrhe karanfilića. Ima antimikrobna, antiseptička, antivirusna i energizirajuća svojstva. Često se koristi u preparatima za oralnu higijenu. Utvrđeno je da doprinosi ublažavanju zubobolje, pomaže kod upale desni i pojave afti. Ispiranje usta sa razrijeđenim uljem i žvakanjem pupova klinčića ublažava se grlobolja, osim toga zahvaljujući aromatičnim jedinjenjima, oni se dodaju u vodice za ispiranje usta i pomažu kod ublažavanja lošeg zadaha iz usta.

## Upotreba
U prehrambenoj industriji se karanfilić upotrebljava za aromatizovanje kolača, voćnih jela, pića (na primer, kuvanog vina) i konzervisanog voća. Isto tako se koristi i kao začin svinjskom pečenju, divljači, tamnim supama i nekim vrstama kobasica. Pored toga je i jedan od glavnih sastojaka gotovih sosova i začinskih mešavina.
Ulje karnfilića se upotrebljava u medicini kao antiseptik ili stimulans, a i u industriji parfema i kozmetike. Često se upotrebljava u pripremi sredstava za higijenu usta.
Kod proizvodnje likera služi kao jedna od najčešće upotrebljavanih droga.

## Kupovina i čuvanje
Klinčić možete kupiti u prahu ili kao cijeli osušeni pupoljak, a obično se pakuje u celofan i perforirane vreće ili staklene bočice. Dostupan je tokom cijele godine, a prodavnicama se nalazi na odjelu začina. Ako je moguće birajte onaj iz organskog uzgoja. Klinčić se čuva u čvrsto zatvorenim posudama, na hladnom, tamnom i suvom mjestu. Mljeveni smeđi prah brže gubi svježinu i dobro ga je potrošiti u roku od šest mjeseci, a cijeli klinčić u roku od godinu dana, iako u tom vremenu gubi svojstva. Svježinu možete produžiti držanjem staklenke u frižideru.

## Rasprostranjenost
Klinčić je porijeklom iz Indonezije, sve do moderne ere je rastao na samo nekoliko Molučkih otoka, uključujući Bacan, Makian, Moti, Ternate i Tidore. Klinčić se uglavnom proizvodi u Indoneziji, Madagaskaru, Zanzibaru, Pakistanu i Šri Lanki, a uzgaja se iu Indiji pod imenom laung, Vijetnam se zove đinh huong, a u Indoneziji cengkeh ili cengkih.

## Literatura
- Liu, Bin-Bin; Liu, Luo; Liu, Xiao-Long; Geng, Di; Li, Cheng-Fu; Chen, Shao-Mei; Chen, Xue-Mei; Yi, Li-Tao; Liu, Qing (februar 2015). „Essential Oil of Syzygium aromaticum Reverses the Deficits of Stress-Induced Behaviors and Hippocampal p-ERK/p-CREB/Brain-Derived Neurotrophic Factor Expression”. Planta Medica. 81 (3): 185—192. PMID 25590367. doi:10.1055/s-0034-1396150. Приступљено 27. 4. 2015.

## Spoljašnje veze
- Beb-sajt Moja kuhinja
- Veb-sajt kulinarka